# Langnau im Emmental
Langnau im Emmental é um município da região administrativa de Emmental, no cantão de Berna, na Suíça.
Está situado no Emmental superior, entre Berna e Lucerna.
Tem cerca de 9.000 habitantes e é o mercado mais importante da região. Está situado entre colinas. A temperatura média é de 7,1° C (44,8° F) e a precipitação média é de 1,371mm (54,0 in). A vila é uma das mais ensolaradas da Suíça, praticamente sem neblina.